# Traité de Brest-Litovsk
Ne doit pas être confondu avec Traité de Brest-Litovsk (empires centraux-Ukraine).
Le traité de Brest-Litovsk est signé le 3 mars 1918 entre les gouvernements des empires centraux menés par l'Empire allemand et la jeune république russe bolchévique, issue de la révolution russe, dans la ville de Brest-Litovsk, et met fin définitivement aux combats et à la guerre sur le front de l'Est de la Première Guerre mondiale, après la signature de l'armistice du 15 décembre 1917. Il est dénoncé le 13 novembre 1918 après l'armistice du 11 novembre et la défaite de l'Allemagne face aux Alliés.

## Contexte général
Dès le début de l'année 1917, la population russe dans son immense majorité souhaite la fin de la Première Guerre mondiale. Ce désir de paix est une des causes immédiates de la révolution russe, débutée avec la révolution de février, puis à terme, de la révolution d'Octobre.

### Armée russe en 1917
Dès la fin du mois de juillet 1917, les militaires russes renoncent à toute initiative sur le front, conscients de la dissolution de l'ancienne armée impériale russe, minée par les désertions. En effet, l'échec de l'offensive lancée en juillet 1917 achève de désorganiser l'armée, déclenchant la révolution d'Octobre.
De plus, les soldats russes, las du conflit, aspirent à la paix, refusent de servir le nouveau pouvoir révolutionnaire, ou souhaitent prendre le pouvoir pour leur propre compte.
Enfin, à la suite de la tentative de putsch de Kornilov, un fossé se creuse entre la troupe et les officiers, suspectés d'avoir soutenu les putschistes.

### Révolution d'Octobre
Dans ce contexte, la situation politique embrouillée achève de remettre en cause le pouvoir du gouvernement provisoire,, tandis qu'Alexandre Kerenski tente de reprendre en main la situation en convoquant un Pré-parlement (ou Soviet de la République) le 20 octobre 1917, mais échoue à la suite de la révolution d'Octobre qui consacre la victoire des bolcheviks.
L'arrivée au pouvoir des bolcheviks accélère l'adoption d'un décret de paix par le Congrès des Soviets le 8 novembre 1917. Ainsi, Trotski, en tant que commissaire du Peuple aux Affaires étrangères, propose aux Alliés et aux empires d'Europe centrale une paix générale. Le lendemain, les puissances centrales sont les seuls belligérants à donner suite au télégramme envoyé la veille.

### Armistice du15 décembre

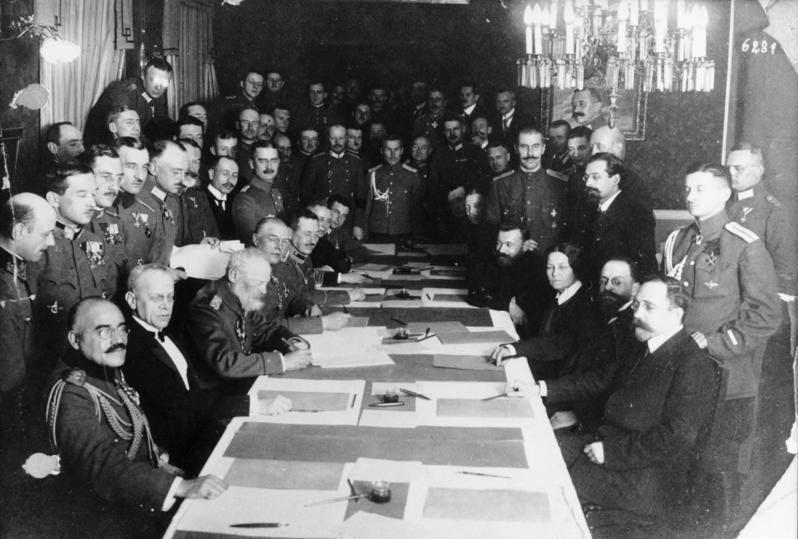
Signature de l'armistice germano-russe du 15 décembre 1917 guerre mondiale, avec à gauche le commandant des opérations du front de l'Est (maréchal prince Léopold de Bavière) et à droite la délégation bolchévique russe (Lew Kamenev, Adolf Joffé, Anastassija Bizenko, Amiral Atfaler), selon les archives allemandes.

Mettant en application le décret du 26 octobre, le nouveau commandant en chef de l'armée russe, Krilenko, fait parvenir aux puissances centrales une demande d'armistice immédiatement, rapidement acceptée par l'Empire Allemand et la double monarchie. Rapidement après la réponse des puissances centrales, Krilenko annonce l'ouverture des négociations, donnant l'ordre aux unités russes de ne pas mener d'actions offensives contre les troupes des puissances centrales.
Le 30 novembre 1917, le nouveau gouvernement russe fait savoir son souhait de préparer une paix sans annexion ni indemnité. Pour l'Empire allemand, une paix séparée permettrait de se concentrer sur un front unique à l'ouest, où l'apport de troupes supplémentaires pourrait être décisif.
Au début du mois de décembre, les diplomates allemands et autrichiens espèrent la signature rapide d'un article, préalable à une paix de victoire sur le front oriental.

## Négociations
Les négociations débutent le 15 décembre, par des pourparlers auxquels les puissances alliées (France,  Royaume-Uni et États-Unis) ne prennent pas part. En effet, conformément aux clauses de l'armistice, les négociations de paix doivent commencer aussitôt l'armistice entré en vigueur.

### Les puissances centrales face au nouveau pouvoir russe

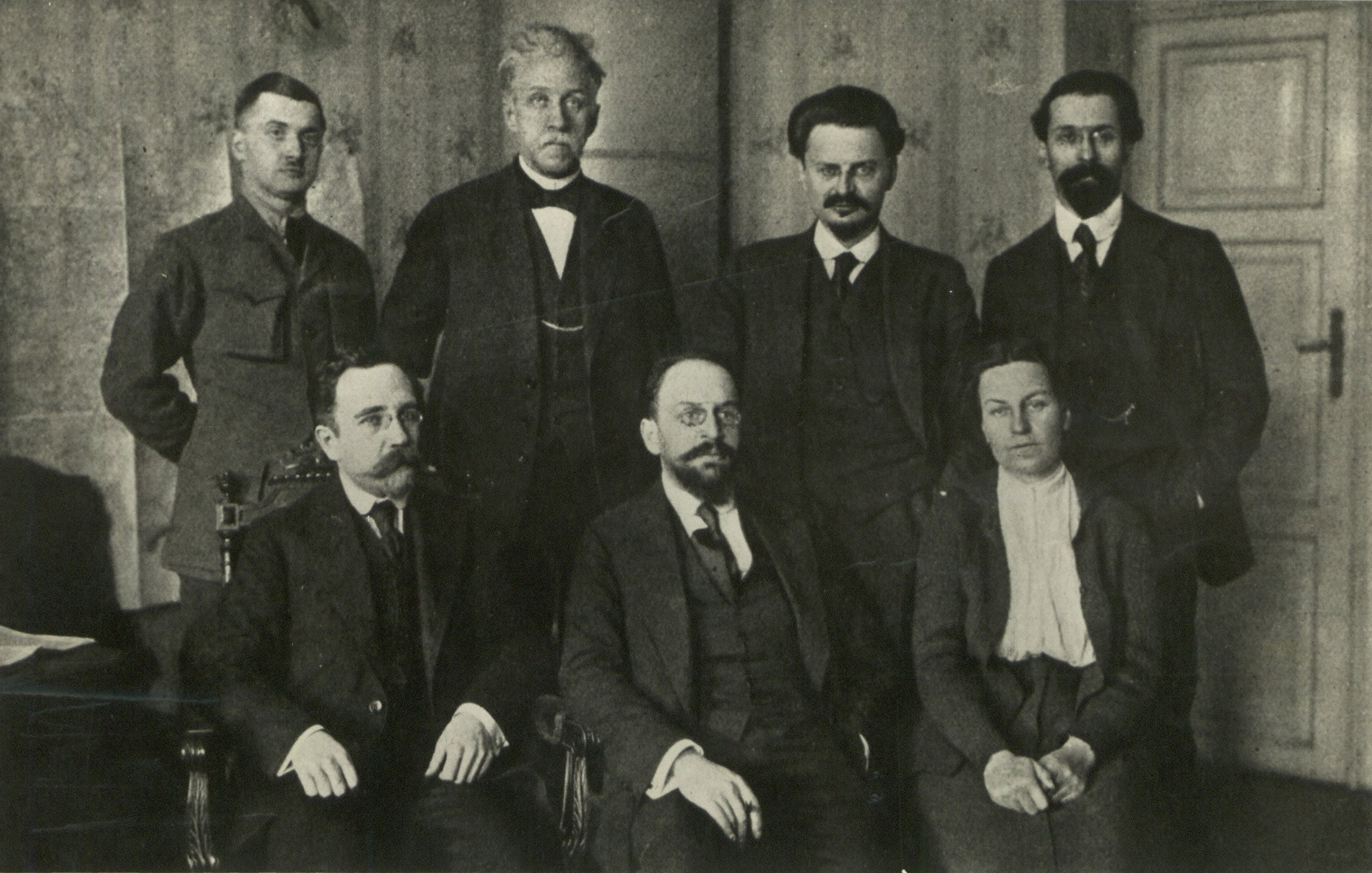
Délégation russe à Brest-Litovsk. Assis, depuis la gauche : Lev Kamenev, Adolf Joffé, Anastasia Bitsenko. Debout : Vladimir V. Lipskiy, Pēteris Stučka, Léon Trotski, Lev Karakhan.

Dès le 26 novembre 1917, les bolcheviks adressent aux puissances centrales une demande d'armistice, accueillie favorablement par les puissances centrales le lendemain. Cette demande d'armistice est rapidement négociée et entre en vigueur le 15 décembre  1917 pour une durée de deux mois.
Dès le 19 décembre 1917, à Kreuznach, les principaux dirigeants allemands, l'empereur, le chancelier et les représentants de l'OHL définissent les instructions que doivent suivre leurs négociateurs ; au terme de cette journée, celles-ci ne sont pas intégralement fixées, le chef de la délégation allemande se rendant à Brest-Litovsk privé de certaines instructions claires.

### Projets allemands, austro-hongrois et aspirations bolcheviques
L'Allemagne poursuit à l'encontre du gouvernement bolchevique les mêmes objectifs que ceux poursuivis à l'époque du tsar ou puis du gouvernement provisoire. En effet, sous couvert de défendre la libre disposition des provinces baltes, de la Finlande, de l'Ukraine et du Caucase, le gouvernement allemand cherche à agrandir sa zone d'influence à l'est de sa zone d'intervention impériale.
De plus, les militaires souhaitent pouvoir disposer de sources d'approvisionnement en matières premières et minières (notamment en métaux rares) pour l'industrie de guerre, ainsi qu'en productions agricoles pour les populations des empires centraux. Ainsi, au mois de décembre 1917, les représentants de l'industrie métallurgique allemande expriment, dans un courrier adressé à Hindenburg, leurs objectifs en Russie : tous souhaitent la prise de contrôle d'un certain nombre de bassins miniers, notamment en Ukraine, et dans le Caucase : Thyssen, par exemple, souhaite non seulement contrôler totalement les mines de manganèse de Tchiatoura, dans le Caucase russe, et de Krivoi Rog, mais aussi faciliter le transport de ces minerais vers l'Allemagne. Dans le même temps, le 19 décembre, une conférence réunit à Bad Kreuznach, Guillaume II, son chancelier, son ministre des Affaires étrangères et le Haut État-Major pour fixer le niveau des demandes à adresser au nouveau pouvoir russe. Mais, rapidement, lors de la première quinzaine de janvier 1918, les divergences entre dirigeants allemands créent les conditions d'une grave crise politique entre eux.
À ces projets des empires allemand et austro-hongrois visant à donner à l'Allemagne des bases solides pour une puissance mondiale en devenir, répondent les projets bolcheviques, présentés le 25 décembre 1917 marqués par la volonté émancipatrice internationaliste de la recherche d'une paix sans annexion ni indemnité. Dans ces projets, semblent se couler les projets austro-hongrois et allemands, préparés par Czernin, caducs avant même leur acceptation, en raison des conditions préalables. Ces propositions, qui leurrent une partie de la délégation russe, suscitent une forte opposition de la presse allemande comme du haut-commandement, ce qui oblige les représentants allemands et austro-hongrois à lever les dernières illusions russes, les 26 et 27 décembre 1917, par une formulation abrupte de leurs objectifs réels.

### Négociations

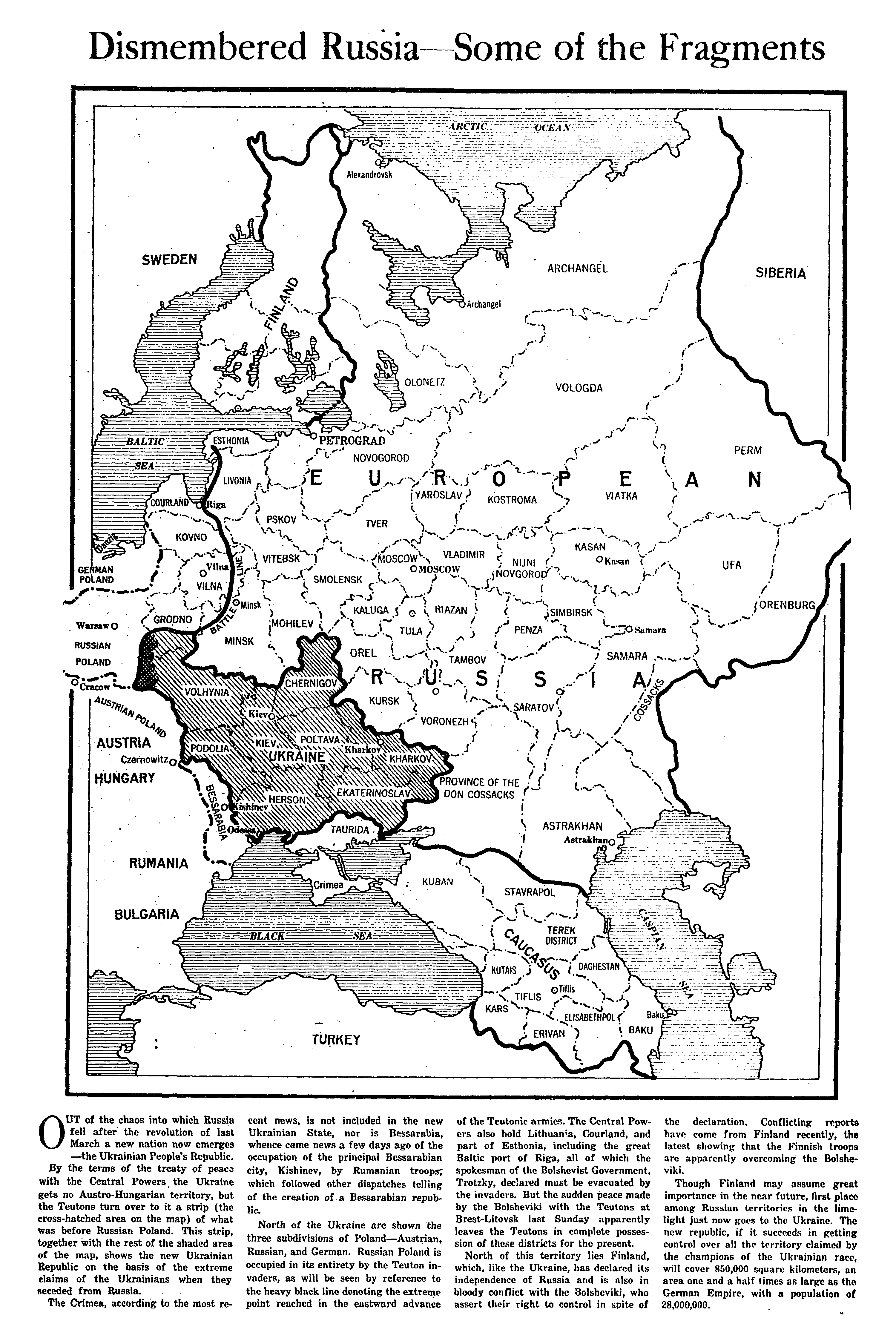
Carte illustrant en gris les prétentions territoriales des indépendantistes ukrainiens soutenus par les Allemands (publiée dans The New York Times, le 17 février 1918, lors des négociations pour le traité de paix entre Moscou et Berlin).

Les pourparlers débutent à Brest-Litovsk le 22 décembre 1917 entre la délégation bolchevique russe conduite par Joffé (rapidement remplacé par Trotski ) et une délégation de représentants allemands et austro-hongrois, dans laquelle Ottokar Czernin, alors ministre austro-hongrois des Affaires étrangères, joue un rôle important.
Parallèlement aux négociations avec la Russie se déroulent des négociations avec l'Ukraine qui souhaite voir reconnaître son indépendance par les puissances centrales, mais en pleine guerre civile entre le gouvernement de Karkhov, d'inspiration bolchévique et le gouvernement issu de la Rada. Le gouvernement allemand propose la cession par l'Autriche-Hongrie de la Galicie orientale à la nouvelle république ou au moins son autonomie au sein de l'empire d'Autriche. Les négociations devant aboutir au traité sont menées sous la pression de la double monarchie et du gouvernement de la Rada centrale. L'Autriche-Hongrie, au bord de la famine et de l'effondrement selon Czernin, est pressée de conclure la paix, comme le montre l'ampleur des concessions proposées par Czernin. De cette paix, les responsables austro-hongrois espèrent l'assurance de livraisons de denrées alimentaires, quelles qu'en soient les conséquences à moyen ou à long terme, selon le mot même de Czernin, pour son pays : conscients de cette situation, les négociateurs ukrainiens, ne se considérant pas comme une puissance défaite, font ainsi monter les enchères, négociant la cession de vastes territoires en Galicie, plaçant Czernin devant une grave crise politique en Autriche : l'érection de la Galicie orientale en Kronland autonome, prélude de la cession définitive du Gouvernement de Chełm à l'Ukraine nouvellement indépendante. Cependant, la Rada et son gouvernement ne sont pas en mesure de remplir les termes du traité et voient surtout dans cet accord un moyen de reprendre le dessus dans la guerre civile qui l'oppose aux bolcheviks, qui viennent de prendre Kyïv .
Mais l'Ukraine n'est pas le seul État avec lequel traitent les puissances centrales. Elles sont dans le même temps en pleines négociations de paix avec le pouvoir qui s'est mis en place en Russie après la révolution d'Octobre.
Les négociations débutent dès le début du mois de décembre 1917 ;  le 28 décembre, les Allemands exposent les revendications territoriales des puissances centrales à l'égard de la Russie, sous la forme d'une carte marquée d'un trait matérialisant la nouvelle frontière ; ces revendications entraînent un arrêt des négociations, la délégation russe étant obligée de retourner à Petrograd pour consulter son gouvernement. Cependant, la prise en charge par l'Allemagne de la défense des intérêts des puissances centrales crée des frictions au sein de l'alliance austro-allemande : Berlin souhaite faire durer les négociations le plus longtemps possible, afin de pouvoir négocier la cession ou la mise sous tutelle, du plus grand nombre de territoires russes, tandis que Vienne souhaite la conclusion la plus rapide possible d'une paix qui garantirait son approvisionnement alimentaire.
À la surprise générale, alors qu'Alliés et Allemands ne s'attendent pas à un retour de la délégation russe, celle-ci revient à la négociation, avec Trotski à sa tête. Ce dernier tente de donner un nouveau souffle aux négociations, utilisant la paix comme outil de propagande. Dans le même temps, il se montre coriace sur les cessions de territoires et sur les modalités d'organisation des plébiscites qui doivent avoir lieu. Il tente aussi de mettre en place une propagande à destination des soldats allemands cantonnés sur le front de l'Est. Selon Thierry Wolton, les bolcheviks ont tenté de gagner du temps dans l'espoir d'une hypothétique révolution en Allemagne qui aurait pris l'ennemi à revers.

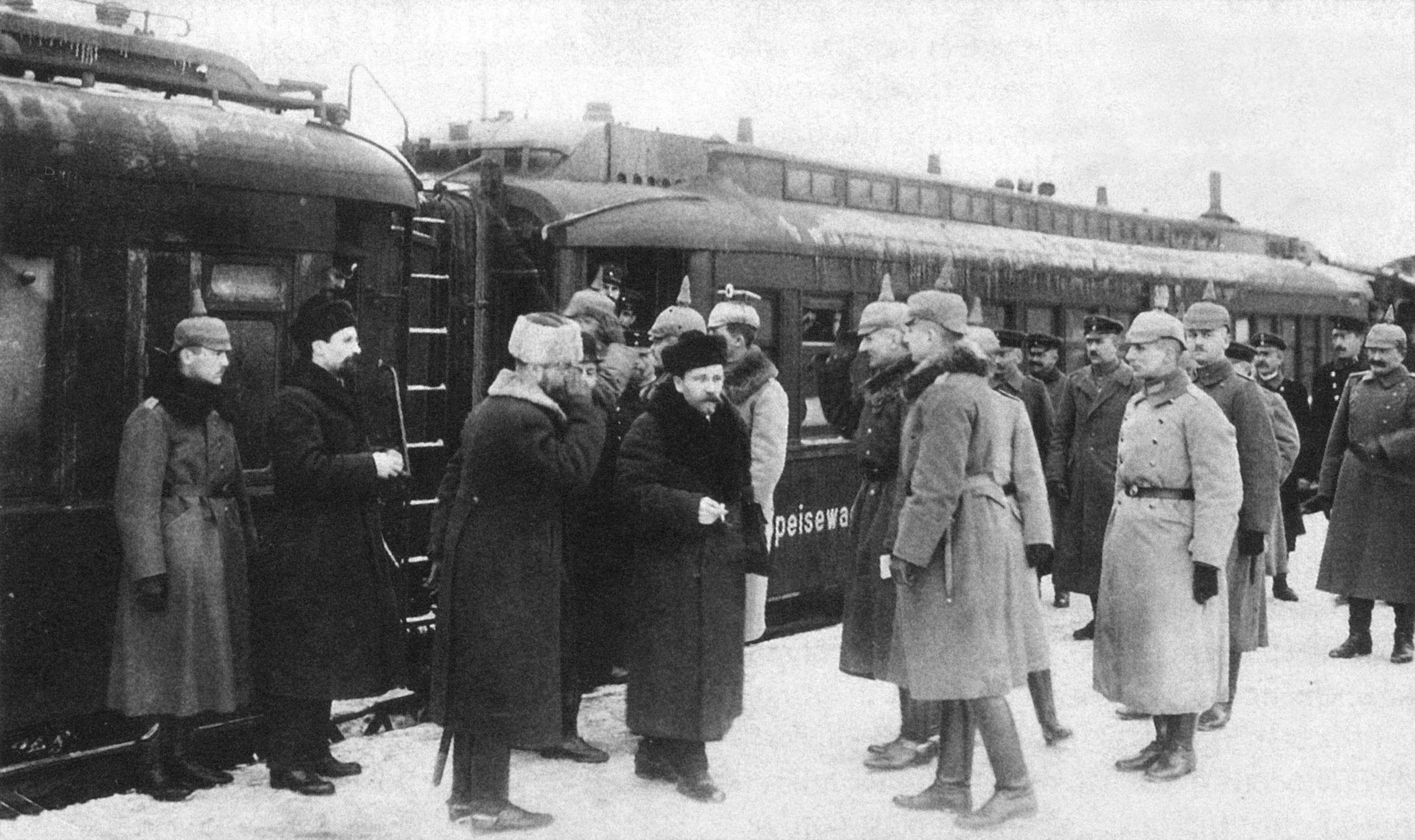
Lev Kamenev arrive à Brest-Litovsk en janvier 1918

Le 18 janvier, lassé des atermoiements et des longs discours des représentants bolcheviques russes, le général Hoffman, négociateur allemand, expose sans fard les revendications territoriales du Reich : les pays baltes dans leur totalité, auxquels s'ajoute ce qui avait été demandé aux Russes lors des premières négociations, le 18 décembre, tandis que les diplomates austro-hongrois exposent leurs propres objectifs ; cette nouvelle demande cause une suspension des négociations, chaque négociateur retournant dans sa capitale.
Les dernières négociations, à la fin du mois de février 1918, se déroulent dans un climat tendu avec l'augmentation constante des demandes allemandes, visant au contrôle de l'Estonie et de la Livonie, en plus de ce qui avait été décidé, par la formulation de contre-propositions françaises, repoussées de justesse par une faible majorité des membres du comité central du POSDR, et par le traité de paix entre les empires centraux et l'Ukraine. En effet, ce traité est conclu avec le gouvernement ukrainien de la Rada de Kyïv alors que celui-ci vient de perdre sa capitale, enlevée par les troupes bolcheviques venues appuyer le gouvernement ukrainien pro-soviétique de Kharkiv : le gouvernement bolchevik considère que l'Ukraine fait encore partie de la Russie et que l'Allemagne, en reconnaissant son indépendance, s'immisce dans les affaires intérieures russes.

### Points de blocage
Le 10 février, la délégation russe, après consultation du gouvernement qui siège encore à Petrograd, annonce le retrait du conflit mais refuse également de signer la paix avec les puissances centrales. Elle souhaite ainsi montrer au monde entier que le nouveau pouvoir en Russie ne se place pas sur le terrain des luttes entre impérialistes qui ignorent les aspirations des populations. Elle espère également que le réveil de la classe ouvrière allemande (qui n'intervient qu'après la reconnaissance de la défaite à l'ouest, en novembre 1918), qui s'était déjà manifesté par des grèves importantes fin 1917 et début 1918, empêcherait les armées impériales de continuer les combats.Cependant, la solution d'attente « ni guerre, ni paix » ne se révèle pas un bon calcul : la révolution tarde en Allemagne, et le 21 février 1918, les troupes allemandes reprennent leur avancée en Russie, occupant les pays baltes et l'Ukraine dont les ressources agricoles pourront compenser le blocus allié. Le gouvernement bolchevik est alors contraint par Lénine d'accepter les conditions humiliantes qui leur sont imposées.

### Politique allemande à l’Est:novembre 1917-mars 1918
Dans un contexte marqué par l'Autriche-Hongrie de plus en plus affaiblie par le conflit, par la publication de la proclamation de Lénine le 26 octobre 1917 (décret sur la paix) après la prise du pouvoir par les Bolcheviks et des 14 points du président Wilson, les Allemands et leurs alliés cherchent à mettre en œuvre une politique en apparence conforme aux droits des peuples. Ainsi, ils encouragent le séparatisme ukrainien, y compris en suscitant de nombreuses inquiétudes chez leur allié austro-hongrois ; dans les régions baltes, les militaires allemands suscitent des appels au secours des populations de Livonie, de Courlande et d'Estonie, en réalité des appels en provenance des membres de la noblesse et de la bourgeoisie germano-baltes en butte aux revendications des populations baltes, ce dont la gauche allemande n'est pas dupe.
Les Allemands encouragent également les nationalistes finlandais à se séparer de la Russie : à la demande du gouvernement finlandais replié, après la prise d'Helsinski par l'Armée rouge, à Vaasa, l'Allemagne fournit non seulement des armes mais aussi des soldats, recrutés parmi les chasseurs finlandais, rendus disponibles par un ordre de Ludendorff. Le gouvernement finlandais expose en novembre 1917 puis en février 1918, sa vision de l'avenir de la Finlande indépendante, appuyée sur l'Allemagne. Au mois de février 1918, le gouvernement provisoire finlandais demande l'assistance allemande dans le conflit qui l'oppose aux bolcheviks finlandais. En échange, des accords politiques, militaires et économiques doivent être négociés, plaçant théoriquement les deux partenaires sur un pied d'égalité, mais en réalité intégrant la Finlande dans la zone d'influence allemande.
De plus, à partir du mois de février, la paix avec la nouvelle Ukraine signée, les puissances disposent non seulement des richesses ukrainiennes, mais aussi d'un moyen de pression sur les négociateurs russes, puisqu'un traité de paix a été signé, et les dirigeants allemands ont à leur disposition un prétexte pour avancer vers l'est.
L'armistice avec la Russie n'étant valable que jusqu'au 17 février, les opérations militaires, menées unilatéralement par les puissances centrales, reprennent, dans le cadre des décisions du Conseil de Hombourg, le 13 février 1918. L'opération Faustschlag (en allemand : « Coup de poing ») est, pour l'essentiel, une promenade militaire en territoire russe et ukrainien, débutée le 18 février. Elle est qualifiée à l'occasion par Hoffmann, un des négociateurs allemands, de « promenade militaire en train et en auto » ou de « guerre la plus comique qu'il a[it] vécue », tant cet officier est amusé par les modalités de l'avance allemande (un détachement légèrement armé embarque dans un train, prend le contrôle de la première ville sur la ligne, attend le détachement chargé de l'occupation, puis repart, reprenant l' itinéraire prévu, malgré les réactions des dirigeants bolcheviks).
En Ukraine, les troupes austro-allemandes doivent cependant compter avec une résistance de la Garde rouge ukrainienne et de la légion tchécoslovaque ; de plus, le caractère brouillon de l'avance autrichienne, visant Odessa, ralentit davantage encore cette avance, initialement planifiée pour sécuriser les approvisionnements autrichiens,. Cette avance incite davantage encore Lénine à accepter la paix en cours de négociation, craignant une nouvelle guerre étrangère et ses conséquences pour le gouvernement qu'il dirige, même si les troupes allemandes ont pour consigne de s'arrêter à Wenden au nord de la Lettonie, les troupes allemandes atteignent cependant la ville de Narva, à 150 km de Pétrograd, le 26 février.

### Défaite bolchevique: signature des traités et leur ratification

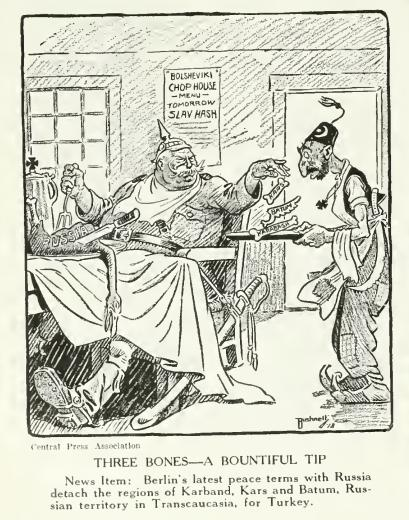
L'Allemagne fait un festin des dépouilles russes et donne trois os (Karband, Kars et Batoum) à son allié ottoman. Caricature américaine, Bushnell, 1918

Le 9 février, le premier traité de Brest-Litovsk signé entre l'Ukraine et les puissances centrales, la « paix alimentaire », selon le mot de Czernin, est signé, malgré l'opposition du gouvernement bolchevique russe et de celui de Karkhov, soutenu par ce dernier. Sa ratification est soumise, du côté autrichien, par les livraisons auxquelles s'est engagé le gouvernement de la Rada.
Le traité, que les représentants russes, revenus le 26 février, se refusent à examiner à nouveau, est signé le 3 mars 1918, sous la pression de l'avance allemande qui a repris au mois de février. Il est ratifié le 15 mars par le Congrès des Soviets, après de violentes discussions entre bolcheviks. Alors que les discussions au Reichstag à Berlin portent sur les modalités de la reprise de l'avance allemande du mois de février, le parlement ottoman à Constantinople ratifie le traité le 28 mars.

## Clauses du traité
Par son ampleur, le traité de paix entre les puissances centrales et la Russie bolchevique modifie le cours du conflit, faisant cesser les combats sur le front de l'Est. Cependant, le traité de paix a d'importantes conséquences pour les Ottomans et les Austro-Hongrois, alliés de l'Allemagne, en raison des modifications de leurs frontières.

### Modifications de frontières

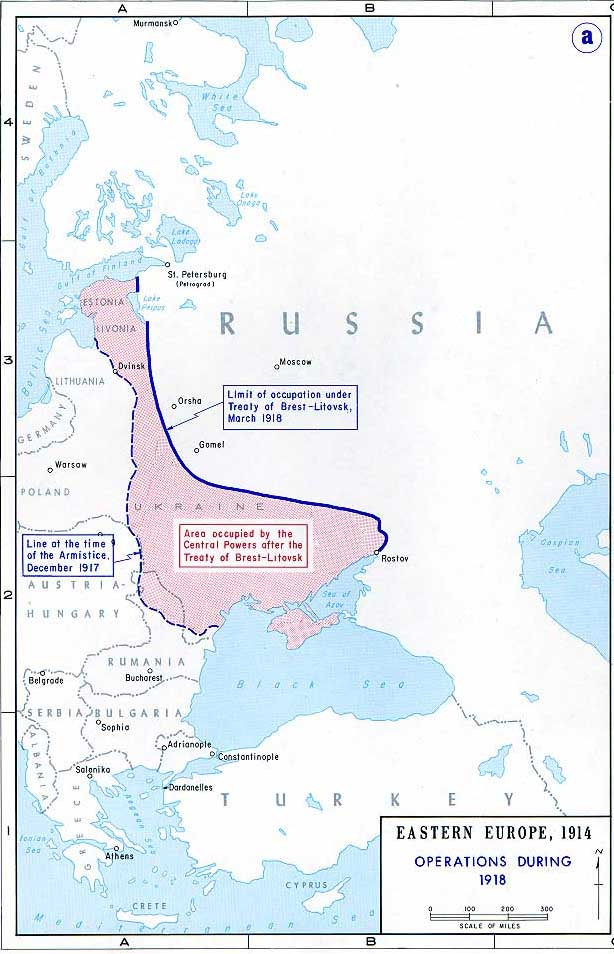
Territoire occupé par les puissances centrales après le traité de Brest-Litovsk.

Dès le 18 janvier, le principal négociateur allemand, Max Hoffmann, remet aux négociateurs la carte de la nouvelle frontière souhaitée par le Reich. L'Empire ottoman obtient les régions de Kars et de Batoum.
L'Autriche-Hongrie cède à la République populaire ukrainienne, signataire d'un traité de paix séparée avec les puissances centrales, le district de Cholm, en échange de livraisons de produits agricoles. Ce district, initialement destiné à faire partie du royaume de Pologne reconstitué à partir de 1916, est alors promis à l'Ukraine déclarée indépendante.

### États reconnus par les puissances centrales
Depuis l'été 1917, la Russie connaît un processus de décomposition territoriale, processus que la prise du pouvoir par les bolcheviks amplifie. Des régions, qui entretenaient avec le pouvoir central des liens de plus en plus ténus au fil des mois, proclament leur indépendance, en Ukraine et en Biélorussie notamment.
Parmi ces États proclamés à la suite de la révolution d'Octobre, la République populaire ukrainienne est reconnue tant par l'Allemagne et ses alliés que par la Russie soviétique. Cependant, le pays est alors en pleine guerre civile entre le gouvernement de la Rada, qui a signé le traité et le gouvernement de Karkhov, soutenu par les Bolcheviks : pour donner au traité une dimension réelle, les puissances centrales doivent intervenir dans la guerre civile ukrainienne, ce que les militaires austro-hongrois anticipent dès la signature du traité. En effet, souhaitant transformer l’Ukraine en dépendance économique des empires centraux, contrepartie de la réinstallation du gouvernement de la Rada, les Allemands n'hésitent pas à prendre des gages dans ce pays.
Les Allemands aident Pavlo Skoropadsky à renverser le régime républicain et à installer un gouvernement monarchiste, qui se maintient jusqu'à la retraite des forces allemandes en novembre 1918.
La Biélorussie passe sous l'administration directe de l'Allemagne. Les nationalistes de gauche proclament alors la République populaire biélorusse, qui échoue à établir sa souveraineté sur l'ensemble du territoire.

### Libération des prisonniers de guerre
Le traité prévoit la libération des prisonniers de guerre des deux camps : plus de 2 millions d'Austro-Hongrois en Russie, moins d'un million de Russes en Autriche-Hongrie et environ 2 millions de Russes en Allemagne. Le retour s'effectue à partir de mars 1918.

### Clauses économiques
De plus, le traité signé entre les puissances centrales et la Russie comporte un volet économique, qui est négocié durant le printemps et le début de l'été 1918.
La Russie s'engage notamment à verser à l'Allemagne une indemnité de 94 tonnes d'or.

## Paix de Brest-Litovsk dans le conflit
La fin du conflit dans l'Est de l'Europe a également des conséquences sur le conflit alors en cours.

### Conséquences pour l'Autriche-Hongrie et la Pologne
Les clauses du traité avec l'Ukraine entraînent de fortes retombées en Autriche-Hongrie et dans le royaume de Pologne sous occupation austro-allemande depuis 1915. L'annonce de la cession à l'Ukraine du district autrichien de Chelm suscite un grand émoi parmi les responsables polonais, jusqu'alors les plus fidèles soutiens de la cause autrichienne. Les démissions, les renvois de décorations et surtout la multiplication des désertions de Polonais de l'armée austro-hongroise matérialisent la rupture définitive entre les Polonais et les puissances centrales, tandis que la Galicie autrichienne connaît une vague de manifestations et de grèves sans précédent, remettant en cause de façon fondamentale le soutien polonais à la solution austro-polonaise ; ainsi, rapidement, au cours de l'été 1918, l'agitation en Galicie remet en cause les bases du pouvoir autrichien sur la province, pratiquement réduit à néant en octobre 1918.

### Paix roumaine
Dès la fin des hostilités entre la Russie et les empires centraux, la Roumanie se trouve obligée de traiter avec ces derniers.
En effet, depuis la conquête du pays durant l'automne 1916, la Roumanie, adossée à la Russie, poursuit la guerre qui fournit une profondeur stratégique au front russe ; de plus, le pays est ravitaillé par les Alliés qui utilisent le territoire russe pour faire transiter les marchandises à destination de la Roumanie.
En outre, depuis le mois de février 1918, les troupes austro-allemandes mènent des opérations en Ukraine, menaçant les arrières des unités roumaines encore engagées en Moldavie.
Ainsi, la paix est rapidement signée, parachevant la fin de la guerre pour les puissances centrales sur le front de l'Est.

### Conséquences sur les fronts occidentaux
La fin officielle des hostilités sur le front de l'Est permet aux puissances centrales de mener un certain nombre d'offensives sur les autres fronts au printemps et au début de l'été 1918 : les Austro-Hongrois sur le Piave en Italie, les Allemands sur le front de l'Ouest en France. Cependant, face à la ténacité des troupes des puissances alliées, ces offensives ne permettent pas d'emporter la décision.
Par ailleurs, les renforts allemands ne parviennent que tardivement en France, du fait des distances énormes et des nécessaires temps de récupération. La percée allemande de la seconde bataille de la Marne, en juillet 1918, ne peut être exploitée pleinement par manque de cavalerie, celle-ci étant restée à l'Est, pour contrôler les immenses territoires annexés, qui représentent environ un million de kilomètres carrés.

## Devenir du traité
Pour les négociateurs des puissances centrales, comme pour les Russes, le traité signé en février n'a jamais été considéré comme définitif, pour les premiers parce qu'il leur semblait incomplet, pour les seconds parce que le traité constitue le moyen de gagner le temps nécessaire pour garantir le succès de la révolution, aussi bien en Russie que chez les belligérants.

### Le Reich et le pouvoir bolchevique en 1918
Dès la signature du traité , le 3 mars 1918, les dirigeants allemands reconnaissent le nouveau pouvoir russe, celui des bolcheviks mis en place à la suite de la révolution d'Octobre et ne sont pas, comme les Alliés, des opposants au nouveau pouvoir, en place en Russie,.
Ainsi, les responsables allemands défendent la nécessité du maintien en place du gouvernement bolchevik, garant d'une domination allemande sur l'Est de l'Europe ; en effet, c'est par la constitution d'un chapelet d'États liés politiquement et économiquement à l'Allemagne, que doit être établie cette domination sur la Russie. Cette vision optimiste des militaires allemands, Erich Ludendorff en tête, apparaît rapidement en décalage avec les considérations des responsables civils sur cette question ; ceux-ci souhaitent simplement empêcher un nouveau rapprochement entre la nouvelle Russie et les membres de l'Entente.

### L'accord du27 août 1918
L'Allemagne proposant des contreparties jugées intéressantes, les négociations reprennent entre les représentants des puissances centrales et les représentants bolcheviks ; elle débutent donc à Berlin le 2 mai 1918.
Négocié par Adolf Joffé, l'accord signé le 27 août 1918 constitue à la fois le véritable traité de paix entre l'Allemagne et l'Autriche Hongrie, d'une part, et la Russie aux mains des bolcheviks depuis la révolution d'Octobre de l'autre, ainsi que la matérialisation de la victoire des civils sur les militaires au sein de l'appareil dirigeant allemand. Il est appuyé par Lénine qui souhaite donner au régime bolchevik le temps de la consolidation interne, en développant le commerce avec les grandes puissances, avant de lancer la Russie dans de nouvelles initiatives extérieures.

### Dénonciation du traité
Avec les événements révolutionnaires débutant en Allemagne le 9 novembre 1918 et l'armistice du 11 novembre 1918, le traité est dénoncé par le gouvernement soviétique de Moscou dès le 13 novembre.
À la suite de cette dénonciation, l'Armée rouge franchit le 17 novembre 1918 la ligne de démarcation issue du traité signé le 3 mars, en évitant toutefois le contact avec les forces armées allemandes en retraite. Durant la guerre civile russe commencée en début 1918 et terminée à la fin de 1922 avec la conquête de Vladivostok par les bolcheviks, l'Armée rouge reconquiert l'Ukraine et la Biélorussie.
L'or versé à l'Allemagne par la Russie doit être reversé à l'Entente au titre des réparations, conformément aux clauses du traité de Versailles.